# Tetragnatha desaguni
Tetragnatha desaguni este o specie de păianjeni din genul Tetragnatha, familia Tetragnathidae, descrisă de Alberto Barrion și Litsinger, 1995.
Este endemică în Filipine. Conform Catalogue of Life specia Tetragnatha desaguni nu are subspecii cunoscute.